# دهستان باقران
دهستان باقران، دهستانی در بخش مرکزی شهرستان بیرجند است. مرکز این دهستان روستای بزرگ امیرآباد است.

## جمعیت
جمعیت این دهستان، بر اساس سرشماری سال ۱۳۸۵، بالغ بر ۱۴۶۵۱ نفر می‌باشد.